# Галвистън (окръг, Тексас)
Окръг Галвистън (на английски: Galveston County) е окръг в щата Тексас, Съединени американски щати. Площта му е 2261 km², а населението - 277 563 души. Административен център е град Галвистън.